# Schloss Seeheim (Konstanz)

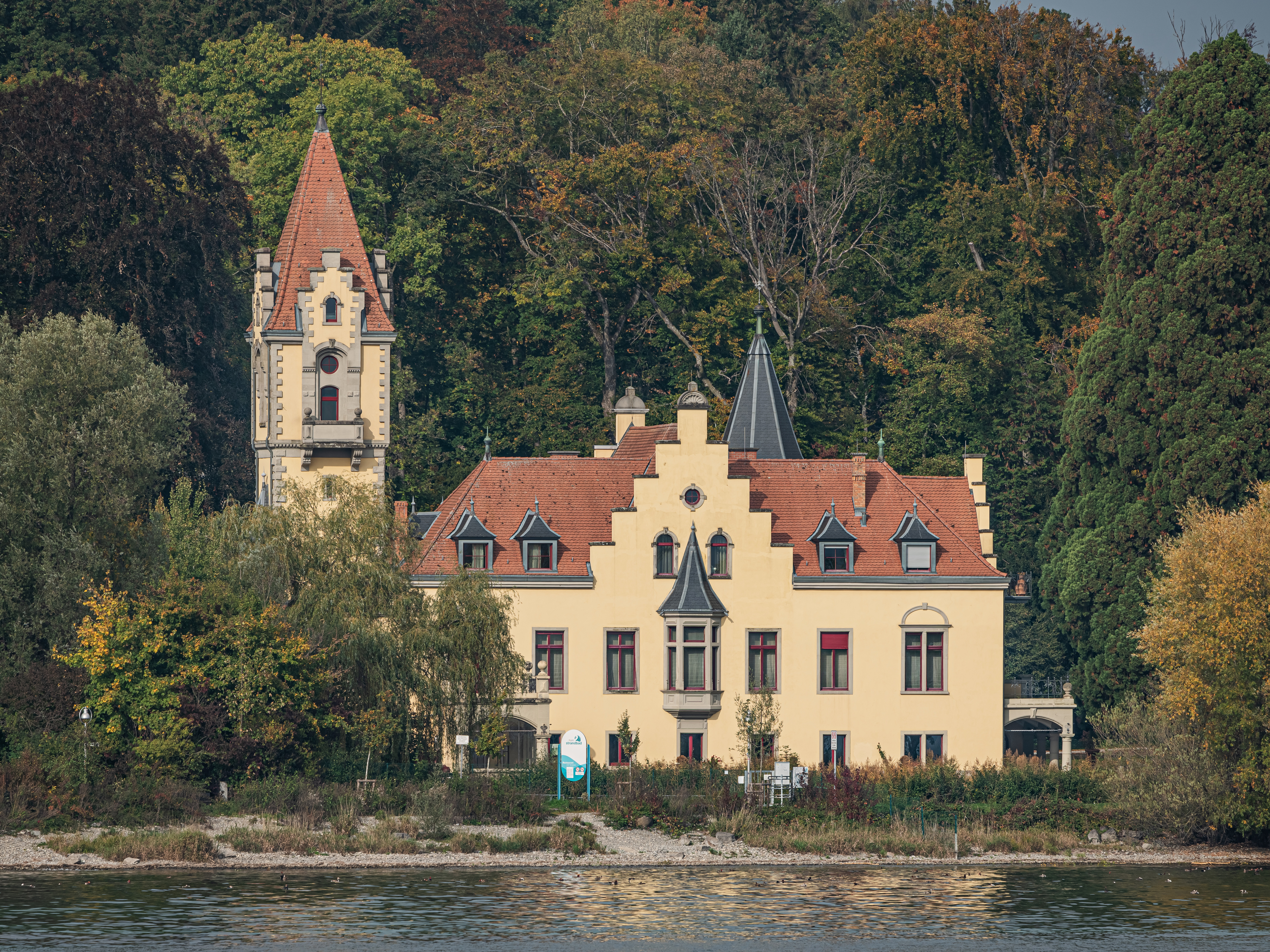
Schloss Seeheim (2022)

Das Schloss Seeheim ist eine schlossartige Villa in Konstanz am Ufer des Bodensees. Adolf von Scholz ließ es 1889/90 auf älteren Fundamenten nach Plänen von Hermann Eggert als Wohnsitz für sich und seine Familie erbauen. Sein Sohn, der Dichter Wilhelm von Scholz, bewohnte es von 1924 bis 1969.

## Lage
Das Schloss befindet sich fast am östlichen Ende („Horn“) des Bodanrücks, der Landzunge zwischen dem Konstanzer Trichter des Obersees und dem Überlinger See. Es liegt am Südufer des Bodanrücks zwischen der „Bodensee-Therme“ und dem Strand- und Freibad „Hörnle“. Ursprünglich lag es direkt an einer kleinen Bucht am Bodenseeufer, im Rahmen einer städtebaulichen Maßnahme in den 1970er Jahren wurde vor ihr ein Damm mit einer der Öffentlichkeit zugänglichen Promenade aufgeschüttet.

## Geschichte
Das Kloster Petershausen übernahm um 1230 den größten Teil des „Eichhornwaldes“ (heute „Lorettowald“) vom Kloster Reichenau. Dazu gehörte auch das Gelände, auf dem später das Schloss Seeheim errichtet wurde. Franz Theodor Lips, Obervogt des Deutschen Ordens von Altshausen, kaufte 1659 dieses Areal, welches zu jener Zeit „Landkomturliches Rebgut zu Hinterhausen“ genannt wurde. Lips war vermutlich Bauherr des Vorgängergebäudes. Von ihm erwarb 1672 die Deutschordenskommende Altshausen das Rebgut. Mit der im Zuge des Reichsdeputationshauptschlusses von 1803 erfolgten Säkularisation des Besitzes des Deutschen Ordens, fiel das Gelände des heutigen Schlosses an das Großherzogtum Baden.
Der Konstanzer Bankier und Textilfabrikant Jacques Louis Macaire de L’Or (1740–1824) erwarb 1816 als Treuhänder der Hortense de Beauharnais den Besitz Seeheim von Großherzog Leopold von Baden für 6080 Gulden zuzüglich Gebühren. Hortense, Königin von Holland, Herzogin von Saint-Leu, Tochter der Josephine de Tascher und des Alexandre Vicomte de Beauharnais, Adoptivtochter Kaiser Napoleons I. und Frau dessen Bruders Louis Napoléon Bonaparte, kam 1815 nach dem Zusammenbruch der napoleonischen Ära nach Konstanz. Seit Januar 1816 bewohnte sie ein Gebäude in Petershausen, „die Laterne“ genannt. Durch den Erwerb des Besitzes Seeheim wird das Gebäude als Wohnsitz der Hortense vermutet. In ihren Aufzeichnungen schreibt sie:

„La maison, que j´habitais, était située au bord du lac. Les vents déchainés contre elle avec force, les ouragans affreux qui menacaient de la renverser, cette nature en désorde étaient trop d´accord avec l’état de mon âme… (Das Haus, in dem ich wohnte, lag am Ufer des Sees. Die kraftvoll dagegen tobenden Winde, die schrecklichen Stürme, die es umzustürzen drohten, diese in Verwirrung geratene Natur war zu sehr in Übereinstimmung mit dem Zustand meiner Seele.)“

Politischer Druck auf das Großherzogtum Baden (vor allem von Seiten der französischen Regierung) zwang Hortense de Beauharnais 1817, das badische Konstanz zu verlassen. Als neuen offiziellen Hauptwohnsitz erwarb sie im selben Jahr Schloss und Gut Arenenberg und ließ dieses umfangreich umbauen. Ihren Besitz Seeheim bei Konstanz behielt und nutzte Hortense de Beauharnais aber weiterhin als Landhaus für gelegentliche Aufenthalte. 1822 ging das Schloss Seeheim offiziell von dem Bankier Macaire in den Besitz von Hortense über, die den Park des Schlosses nach und nach erweitern ließ. Erst 1834, kurz vor Hortenses Tod, wurde das Anwesen verkauft. Es folgen als Eigentümer Anton Meßmer, Gemeinderat und Kaufmann aus Konstanz; Anatol Freiherr von Leykam, österreichischer General und Adjutant Radetzkys; Adolf Guhl aus Stühlingen; Theodor Friedrich Bettex, Pädagoge aus der „Bildungsanstalt Salon“ bei Ludwigsburg; die Stadt Konstanz sowie Ernst Lang, Obstzüchter und Obstweinerzeuger aus Baden-Baden. 

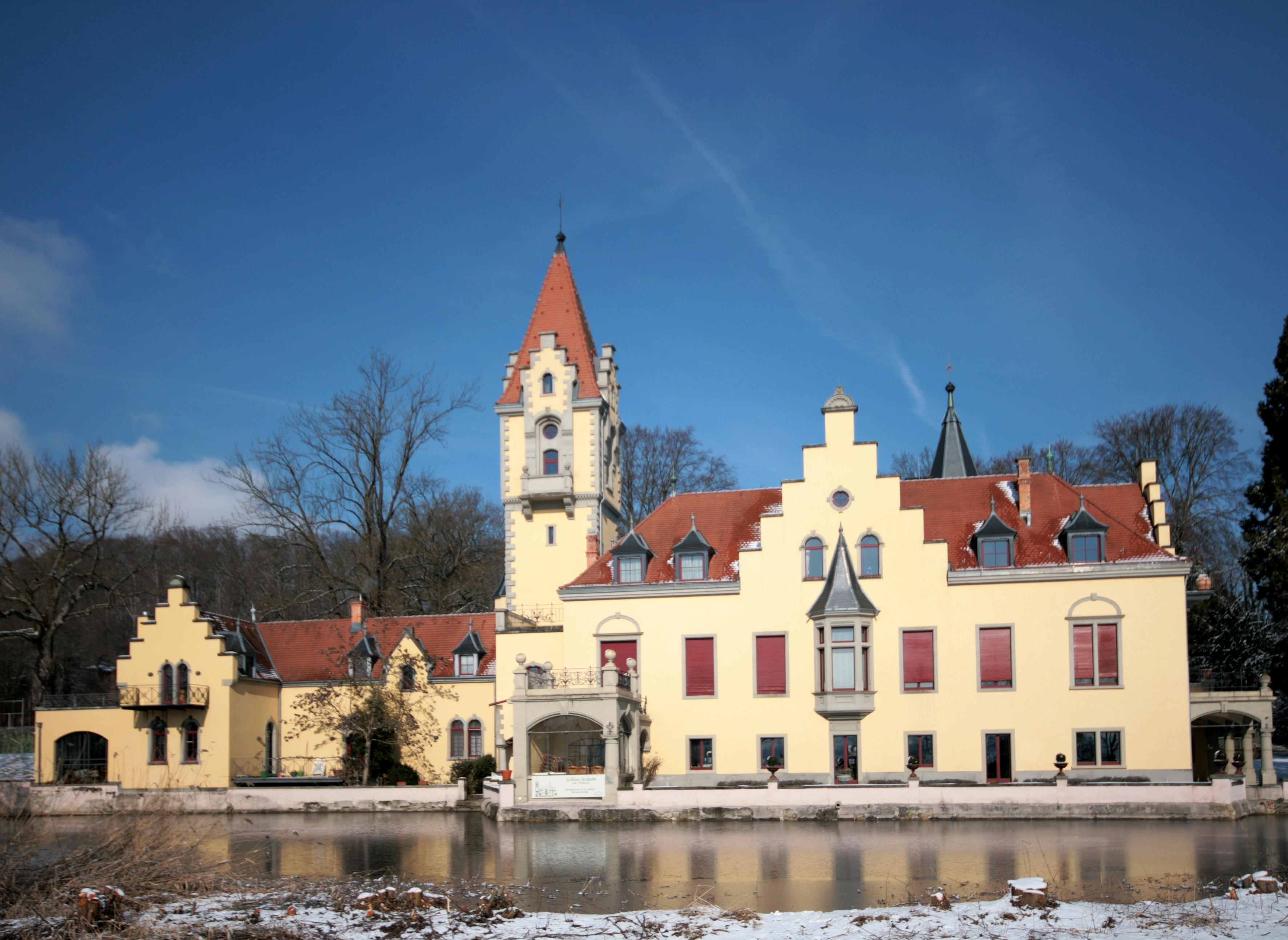
Schloss Seeheim (2009)

1885 erwarb Adolf von Scholz den Besitz Seeheim von Ernst Lang und beauftragte den in Straßburg und Berlin tätigen Architekten Herrmann Eggert mit einem Neubau. Nach Eggerts Plänen entstand von 1889 bis 1890 auf den Fundamenten des Vorgängerbaus eine historierende, schlossartige Villa im spätgotischen Burgenstil. Bei der Eröffnung waren Fürst Bismarck und Ferdinand Graf von Zeppelin anwesend. Nach dem Tod von Adolf von Scholz wurde Seeheim 1924 Wohnsitz seines Sohns, des Dichters Wilhelm von Scholz und dessen zweiten Frau Gertrud (Gertie) geb. Richter (1899–1986).
Wilhelm von Scholz starb 1969 im Schloss Seeheim, danach lebte die Witwe Gertrud im Schloss.
1986 nach dem Tod der Gertrud von Scholz übernahm Heinz Weidenfeld, Leiter der Konstanzer Volksbühne als Miterbe und Nachlassverwalter den Besitz Seeheim. Eberhard Teufel, Wirtschaftsprüfer, wurde 1988 Eigentümer des Haupttraktes und Wolfgang Horn, Rechtsanwalt, Eigentümer des Westtraktes von Schloss Seeheim.
Von 1993 bis 1996 erfolgten eine grundlegende Sanierung der Dächer und Wände, Trockenlegungen, statische Bestandssicherungen von einsturzgefährdeten Gewölben, der Veranda, der Decke zwischen Beletage und Dachgeschoss, Beseitigung von Hausschwamm, Restaurierung von Decken, Ausbau des Dachgeschosses, Einbau eines Glasaufzuges, einer neuen Zentralheizung und neuer Sanitäranlagen. Die Maßnahmen wurden ausgeführt nach den Plänen und unter Leitung von Sabine Hermann, einer Architektin in Konstanz.
1996 wurde die „Akademie Schloss Seeheim“ eröffnet, 2006 ein Café-Restaurant „Schloss Seeheim“.